# Harry Potter e il principe mezzosangue (film)
Harry Potter e il principe mezzosangue (Harry Potter and the Half-Blood Prince) è un film del 2009 diretto da David Yates.
Il film è l'adattamento cinematografico dell'omonimo romanzo di J. K. Rowling, ed è il sesto capitolo cinematografico della serie di Harry Potter.

## Trama
Un gruppo di mangiamorte provoca disagi e magie oscure anche nel mondo dei babbani, in cui Voldemort si sta estendendo, distruggendo il Millennium Bridge e procurando molti danni. Il gruppo di mangiamorte arriva poi a Diagon Alley, dove i malvagi rapiscono il fabbricante di bacchette Olivander, per poi volatilizzarsi.
Harry Potter viene raggiunto da Albus Silente a Londra: i due si smaterializzano e giungono nel villaggio britannico di Budleigh Bubberton. La loro missione è quella di convincere il professor Horace Lumacorno a ritornare a Hogwarts, il quale, sebbene all'inizio riluttante, accetta; Silente a questo punto accompagna Harry alla Tana dove incontra i suoi migliori amici Ron e Hermione che gli rivelano le paure dei loro genitori, riluttanti perfino a rimandarli a Hogwarts a causa dei recenti avvenimenti.
Nel "letamaio babbano" di Spinner's End intanto, Narcissa Malfoy e Bellatrix Lestrange incontrano Severus Piton nella sua casa estiva. La speranza di Narcissa è quella di convincere Piton ad aiutare Draco Malfoy ad uccidere Albus Silente. Piton accetta ma data la riluttanza di Bellatrix a crederlo un fedele seguace dell'Oscuro Signore, lo costringe a giurare il Voto Infrangibile, che se infranto comporta la morte del giuratore.
Successivamente, a Diagon Alley, durante una visita ai Tiri Vispi Weasley, Harry, Ron ed Hermione si imbattono in Draco Malfoy, che si aggira per la strada magica con fare misterioso, diretto insieme alla madre verso la bottega Magie Sinister. Dopo averlo seguito, i tre maghi notano l'interesse di Malfoy per un particolare armadio esposto nel negozio e l'inquietante presenza di alcuni Mangiamorte, tra cui Bellatrix Lestrange e il lupo mannaro Fenrir Greyback.
Mentre viaggiano sull'Hogwarts Express, Harry racconta ai suoi amici di come lui sia convinto che Draco Malfoy si sia unito ai Mangiamorte, ma i due non gli vogliono credere. Sorpreso poi da Malfoy ad origliare nel suo vagone, viene aggredito da Draco che lo copre sotto il suo mantello, con l'intenzione di non farlo ritrovare e di rispedirlo a Londra. Fortunatamente viene ritrovato poco dopo da Luna Lovegood.
Harry comincia dunque il suo sesto anno scolastico. Durante l'anno è capitano della squadra di Quidditch di Grifondoro, nella quale entrano a far parte sia Ron, sia Ginny Weasley. Da qui, nasceranno alcune storie d'amore, tra Ron e Lavanda Brown (facendo scatenare la gelosia di Hermione) e tra Ginny e Dean Thomas. L'insegnante Severus Piton viene nominato (finalmente) insegnante di Difesa Contro le Arti Oscure, mentre la cattedra di Pozioni viene assegnata a Lumacorno, tra lo stupore generale. Nel laboratorio di pozioni, Harry, in mancanza del suo libro di testo, ne prende uno usato, modificato da un misterioso "Principe Mezzosangue", esperto in pozioni, tanto da correggere le errate informazioni del libro, e ideatore di diversi incantesimi. Col passare del tempo, Harry sfrutta gli appunti del Principe Mezzosangue, ottenendo risultati sorprendenti in una materia nella quale aveva da sempre mostrato parecchie carenze. Dal manuale Harry impara, inoltre, un nuovo potente incantesimo, il Sectumsempra, che si rivelerà un incantesimo di magia oscura.
Dopo aver ferito gravemente Draco Malfoy con l'incantesimo ideato dal Principe Mezzosangue, Harry viene persuaso dai suoi amici a sbarazzarsi del manuale, nascondendolo nella Stanza delle Necessità. Ron, in seguito ad un litigio con Lavanda, si riappacifica con Hermione. Nel frattempo Malfoy continua ad essere sospettato da Harry di essere un Mangiamorte, dato che pensa sia stato Draco l'artefice di alcuni falliti attentati a Silente: prima passa una collana maledetta a Katie Bell da consegnare a Silente, ma la ragazza l'aveva indossata per sé, subendone la maledizione, poi dà a Lumacorno un idromele avvelenato (che avrebbe dovuto a sua volta regalarlo a Silente) che però, l'avido professore, tiene per sé e ne scopre gli effetti dandolo a Ron (appena guarito da un filtro d'amore indirizzato a Harry) che viene poi guarito con un bezoar.
Durante l'anno Harry segue anche delle lezioni private con Silente, che riversa nel Pensatoio alcuni ricordi riguardanti avvenimenti fondamentali della vita di Lord Voldemort e del suo potere magico. Il compito più importante di Harry nel corso dei giorni trascorsi a Hogwarts è quello di ottenere un prezioso ricordo appartenente al professor Lumacorno, contenente informazioni di vitale importanza per conoscere e sconfiggere il Signore Oscuro. Il ricordo, cercato e poi ottenuto sotto l'effetto della Felix Felicis (vinta da Harry a lezione da Lumacorno stesso), svela il segreto degli Horcrux, oggetti o esseri viventi in cui Voldemort ha inserito in passato parte della propria anima, spezzatasi tramite l'omicidio, per garantirsi l'immortalità dello spirito: grazie a questa magia, se il suo corpo viene distrutto egli non può morire, poiché parti della sua anima restano legate alla Terra negli oggetti o esseri trasformati in Horcrux.
Per questo motivo Voldemort non era morto nel tentativo di uccidere il piccolo Harry, quando la maledizione gli era rimbalzata addosso. Il potere degli Horcrux l'ha sempre lasciato in vita, anche dopo il suo ritorno. Gli Horcrux rimanenti dovrebbero essere cinque, poiché Voldemort adolescente ipotizza nel ricordo di dividere la propria anima in sette parti (numero considerato magico dai maghi), ma due Horcrux sono già stati eliminati: l'anello di Orvoloson Gaunt, distrutto quell'anno da Silente (rimasto però gravemente ferito dalla maledizione che lo aveva colpito quando l'aveva messo al dito) e il diario di Tom Riddle, distrutto da Harry nella Camera dei Segreti quattro anni prima. Se si eliminassero anche i restanti cinque Horcrux, Voldemort perderebbe la propria immortalità e i due realizzano che, per simbolismo, Voldemort potrebbe aver trasformato in Horcrux gli oggetti dei fondatori delle casate di Hogwarts, come la coppa di Tassorosso, il diadema di Corvonero e il pendente di Serpeverde (ma non, data la sua scomparsa, la spada di Grifondoro).
Silente pare essere a conoscenza della locazione del pendente e chiede a Harry di accompagnarlo in una caverna per distruggerlo. I due maghi riescono a impossessarsi del medaglione, ma i potenti incantesimi posti a protezione dell'oggetto, tra i quali bere una pozione, indeboliranno seriamente Silente. Tornati a Hogwarts, Silente avverte il pericolo e ordina a Harry di nascondersi, ed egli obbedisce suo malgrado. Ad attendere il preside debole in cima alla torre di Astronomia c'è Draco Malfoy che, dopo aver disarmato l'anziano mago, svela il suo piano; ormai appartenente alle file dei Mangiamorte, Malfoy ha il compito di uccidere Silente per ordine di Voldemort, altrimenti sarebbe stato ucciso (questo anche per via dei recenti insuccessi di suo padre, Lucius Malfoy). Era tutto l'anno che cercava di farlo, con la collana su Katie Bell destinata a lui e con il veleno al posto dell'idromele, dimostrando che Harry aveva ragione.
Con l'armadio svanitore nella Stanza delle Necessità e grazie a un suo gemello presente nel negozio di Magie Sinister, Malfoy ha creato un passaggio grazie a cui è riuscito a far arrivare al castello i Mangiamorte (impossibilitati dal penetrare a Hogwarts per via di speciali incantesimi di protezione), i quali lo raggiungono sulla torre. Tuttavia, Malfoy non trova il coraggio per uccidere Silente, e anche sotto l'incitamento di zia Bellatrix, tentenna. A sorpresa, interviene Piton che lo fa al suo posto, in virtù del Voto Infrangibile stretto con la madre del ragazzo per proteggerlo. Mentre fugge dalla torre assieme agli altri Mangiamorte, con Harry che gli scaglia alle calcagna incantesimi del Principe Mezzosangue, Piton rivela al ragazzo di essere lui il Principe Mezzosangue e di essere lui l'inventore degli incantesimi che sta usando, prima di sparire nella notte insieme a Malfoy e ai seguaci di Voldemort. Dopo la morte di Silente, Harry scopre che l'Horcrux trovato è un falso. 
Il film si conclude con Harry, Ron e Hermione in cima alla torre di Astronomia; questi leggono il biglietto trovato all'interno del falso Horcrux e Harry decide di partire alla ricerca degli altri Horcrux; i suoi due amici però si rifiutano di lasciarlo da solo e decidono di seguirlo nella sua missione, sotto consiglio di Hermione. Il tutto termina con il sottofondo dello straziante canto di Fanny, la fenice di Silente, che, come il suo padrone, lascia Hogwarts per sempre, volando lontano.

## Produzione
Questo è il secondo film della serie diretto da David Yates, definito molto taciturno e mite da Radcliffe.
Lo sceneggiatore Steve Kloves, fuori dalla produzione nel quinto film per altre impegni cinematografici, è stato ingaggiato per lavorare sul copione, ormai pronto. Kloves ha lavorato molto per rendere più drammatica possibile la narrazione dei flashback del Principe Mezzosangue, a suo parere: «Il Principe Mezzosangue è in parte il libro più riuscito della serie di J. K. Rowling, ma non ha la consistenza per essere adattato al cinema come gli altri libri. Ma le conversazioni e la figura del male impersonata da Voldemort sono affascinanti.».
La pre-produzione del film del sesto capitolo di Harry Potter è iniziata ufficialmente il 10 febbraio 2007, la rifinitura della trama è stata completata nel corso dell'agosto 2007.
Harry Potter e il Principe Mezzosangue è costato in tutto 250 milioni di dollari, risultando ottavo nella classifica dei film più costosi della storia del cinema.

### Cast
I tre attori protagonisti, Daniel Radcliffe, Rupert Grint e Emma Watson, hanno firmato il contratto con la Warner Bros. per recitare sia in questo film che nel settimo e ultimo film della serie che verrà diviso in due parti.
Gli agenti di Emma Thompson, l'attrice che interpreta Sibilla Cooman nella serie, hanno dichiarato che non prenderà parte al successivo film Harry Potter e i Doni della Morte - Parte 1. Parteciperà invece all'ultimo film della serie Harry Potter e i Doni della Morte - Parte 2, sempre nelle vesti di Sibilla Cooman.
Maggie Smith, che interpreta Minerva McGranitt, ha insistito nel terminare le sue riprese nonostante stesse combattendo il cancro al seno.
Il 24 luglio 2007 è circolata in rete la notizia che la Warner Bros. aveva ingaggiato, per il sesto film della serie, gli attori Naomi Watts (per il ruolo di Narcissa Malfoy, madre di Draco Malfoy e moglie di Lucius Malfoy) e Joseph Fiennes (fratello di Ralph Fiennes, che nella serie interpreta Lord Voldemort); questa notizia è stata immediatamente smentita dalla produzione e dagli stessi attori.

### Riprese
Le riprese del film iniziarono ufficialmente il 17 settembre 2007, e si svolsero a Lacock Abbey località medievale situata nello Wiltshire nel Sud Ovest dell'Inghilterra.
La troupe del regista David Yates ebbe il permesso di effettuare le riprese in orari che andavano dalle 17:00 di pomeriggio fino alle 5:00 del mattino. Durante le riprese la località e le strade furono totalmente chiuse al pubblico.
David Yates è tornato nella località dove in passato sono stati girati numerosi set dei precedenti film della serie. Le riprese terminarono ufficialmente il 17 maggio 2008.

## Colonna sonora
La colonna sonora del film, composta da Nicholas Hooper, è stata resa disponibile su Amazon dal 14 luglio 2009.

## Promozione
Il 18 luglio 2008 viene proiettato con la versione IMAX statunitense de Il cavaliere oscuro il primo teaser trailer della pellicola, che arriva poi subito in rete: 15 secondi con schermo nero in cui, prima di apparire il titolo del film, si sente Albus Silente dire «Once again, I must ask too much of you, Harry» ("Ancora una volta, devo chiederti troppo, Harry"). Il 30 luglio 2008 alle 3:00 del mattino circa, è stato reso disponibile in rete il teaser trailer del film, della durata di un minuto e quaranta secondi.
A ottobre è uscito il trailer internazionale, e a novembre quello cinematografico. A marzo è uscito un altro trailer destinato alle sale cinematografiche IMAX. È stato aperto il sito ufficiale del film. La notte del 17 aprile 2009 alle ore 3 del mattino la Warner Bros. ha reso disponibile in rete il trailer cinematografico del film dalla durata di 2'20". Venerdì 10 luglio 2009 il canale italiano Coming Soon Television ha proposto un documentario speciale esclusivamente per l'Italia, grazie a un accordo tra il canale italiano e la Warner Bros.

## Distribuzione

### Data di uscita
L'uscita nelle sale cinematografiche di tutto il mondo era inizialmente programmata per il 21 novembre 2008, ma a sorpresa il 15 agosto 2008 la Warner Bros. ne annunciò ufficialmente il rinvio per il 17 luglio 2009. Successivamente la Warner annunciò l'uscita del film per il 15 luglio, due giorni prima dell'anteprima americana, e in anteprima assoluta mondiale il 12 luglio al Giffoni Film Festival. Un'altra anteprima italiana è stata presentata due giorni dopo all'Aquila come iniziativa solidale per gli adolescenti colpiti dal terremoto del 2009.
Il motivo di questo rinvio fu dovuto a una sorta di strategia commerciale. Secondo la casa, dopo il successo da record ottenuto con il cavaliere oscuro nel 2008 e nel 2007 con Harry Potter e l'Ordine della Fenice, il box office estivo avrebbe fatto ottenere un successo più alto a differenza di quello autunnale. La notizia fu male accolta dai milioni di fan della celebre serie nel mondo, che avevano già avviato il loro conto alla rovescia per l'uscita del film a novembre.

### Edizioni home video
Poco dopo l'arrivo del film nei cinema di tutto il mondo, si è già iniziato a pensare all'arrivo del DVD e dell'edizione Blu-Ray Disc. Il film è disponibile in DVD in Italia dal 17 novembre 2009, mentre negli Stati Uniti dall'8 dicembre 2009. Il DVD in edizione speciale contiene due dischi; esiste anche una versione a disco singolo. Nell'edizione speciale due dischi vi sono molti contenuti speciali, tra cui trailer, il backstage di Harry Potter e i Doni della Morte e un'intervista esclusiva con la scrittrice J. K. Rowling.

## Accoglienza

### Incassi
Il primo fine settimana di apertura la pellicola incassò 77 835 727 $ entrando nella classifica dei migliori incassi di tutti i tempi, per poi raggiungere la somma di 934 770 304 $ eguagliando il successo delle pellicole dedicate alla serie di Harry Potter che lo hanno preceduto, senza superare tuttavia  Harry Potter e l'Ordine della Fenice.

### Critica
Il film viene accolto con recensioni positive. Sul sito Rotten Tomatoes ottiene l'84% delle recensioni professionali positive e su Metacritic raggiunge un punteggio di 78/100.

## Riconoscimenti
- 2010 - Premio Oscar
  - Nomination Migliore fotografia a Bruno Delbonnel
- 2010 - Premio BAFTA
  - Nomination Migliore scenografia a Stuart Craig e Stephenie McMillan
  - Nomination Migliori effetti speciali a Tim Burke, John Richardson, Tim Alexander e Nicolas Aithadi
- 2010 - MTV Movie Award
  - Miglior cattivo a Tom Felton
  - Nomination Miglior film
  - Nomination Miglior performance maschile a Daniel Radcliffe
  - Nomination Miglior performance femminile a Emma Watson
- 2009 - Satellite Award
  - Miglior film di animazione o tecnica mista
- 2010 - Saturn Award
  - Nomination Miglior film fantasy
  - Nomination Migliore scenografia a Stuart Craig
  - Nomination Migliori costumi a Jany Temime
  - Nomination Migliori effetti speciali a Tim Burke, John Richardson, Tim Alexander e Nicolas Aithadi
- 2010 - Grammy Award
  - Nomination Miglior colonna sonora a Nicholas Hooper
- 2010 - Golden Reel Award
  - Nomination Miglior montaggio sonoro (Effetti sonori)
- 2013 - Golden Reel Award
  - Nomination Miglior montaggio sonoro in un film straniero a Glen Gathard
- 2010 - People's Choice Awards
  - Nomination Miglior film
  - Nomination Miglior performance di gruppo a Daniel Radcliffe, Rupert Grint e Emma Watson
- 2013 - People's Choice Awards
  - Nomination Miglior saga

- 2009 - Phoenix Film Critics Society Awards
  - Miglior film per la famiglia
- 2010 - Teen Choice Awards
  - Nomination Miglior film fantasy
  - Nomination Miglior attrice in un film fantasy a Emma Watson
- 2009 - Visual Effects Society
  - Nomination Migliori disegni a David Basalla, Emily Cobb e Tania Richard
- 2010 - ASCAP Award
  - Top Box Office Films a Nicholas Hooper
- 2012 - Critics' Choice Movie Award
  - Nomination Miglior film affiliante
- 2010 - Irish Film and Television Award
  - Nomination Miglior attore non protagonista a Michael Gambon
- 2009 - National Movie Award
  - Miglior film per la famiglia
- 2010 - Young Artist Awards
  - Nomination Miglior attrice giovane non protagonista a Evanna Lynch
- 2012 - Art Directors Guild
  - Contributo alla cinematica immaginaria
- 2010 - Art Directors Guild
  - Nomination Miglior scenografia in un film fantasy
- 2009 - Awards Circuit Community Awards
  - Nomination Migliori attrezzatura per gli effetti visivi
  - Nomination Migliori effetti visivi
- 2010 - British Society of Cinematographers
  - Nomination Migliore fotografia a Bruno Delbonnel
- 2010 - Online Film & Television Association
  - Nomination Miglior scenografia
  - Nomination Migliori effetti visivi a John Richardson, Tim Burke, Tim Alexander e Nicolas Aithadi
- 2010 - SFX Awards
  - Miglior film

## Altri media
EA Games ha realizzato il videogioco ufficiale tratto dal film, disponibile per Nintendo Wii, Nintendo DS, Xbox 360, PlayStation 3, PlayStation 2, PSP, PC e macOS.
Quando la Warner spostò la data di uscita da novembre 2008 a luglio 2009, EA dichiarò: «stiamo facendo un grande gioco, che i fan di Harry Potter adoreranno. Adesso stiamo valutando l'impatto dello spostamento dell'uscita del film».